# Kafvka
Kafvka (auch KAFVKA geschrieben) ist eine deutsche Crossover-Band aus Berlin.

## Geschichte
Die Formation besteht aus dem Rapper Jonas Kakoschke (* um 1983), dem Bassisten Philipp Lenk, dem Gitarristen Alessio Pasqualicchio (seit 2020) und den Schlagzeugern Stephan Ifkovits (seit 2016) und Sascha Hornung (2013–2015 und ab 2019). Ehemalige Gitarristen sind Martin Silber (2013–2017) und Oscar Ureta (2018–2020). Der Bandname ist eine Verschmelzung aus dem Namen des Schriftstellers Franz Kafka und dem des früheren MTV-Moderators Markus Kavka. Die Band formierte sich im Februar 2013 und veröffentlichte 2014 die EP Probe-Raum-EP beim Label Wolfpack Entertainment. Im April 2016 erschien ihr Debütalbum Hände hoch! im selben Verlag. Das Album enthält eine Coverversion des Rauch-Haus-Songs von Ton Steine Scherben. Für Hände hoch! wurden drei Lieder der Probe-Raum-EP neu aufgenommen (#LadyGagaSeinSohn / Lampedusa / Berlin, Berlin).

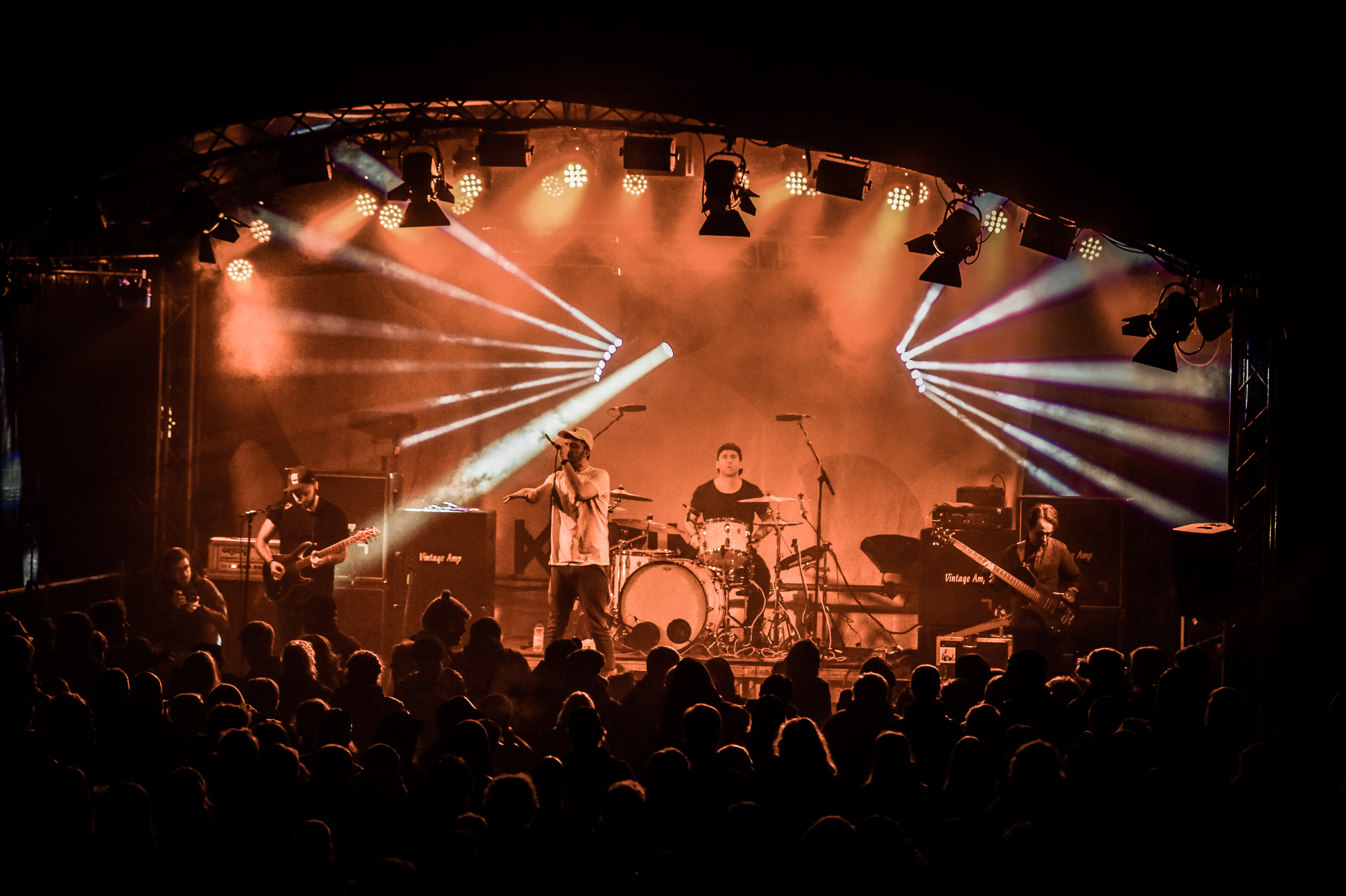
Kafvka beim Ackerfestival 2017

Das Release-Konzert zu Hände hoch! fand am 2. Mai 2016 in Berlin statt. Es folgten Auftritte bei Rock im Park, beim Trebur Open Air, beim Open Flair Festival, beim Taubertal-Festival, beim Karben Open Air sowie bei Rocco del Schlacko. Im November 2016 spielten Kafvka den Rauch-Haus-Song bei der „Rio Reiser Nacht“ im Berliner Admiralspalast. Im April 2018 veröffentlichten Kafvka ihr zweites Studioalbum mit dem Titel 2084. Am 9. November 2018 erschien der Song „Alle hassen Nazis“. Das Video dazu wurde auf der Unteilbar-Demo in Berlin gedreht.

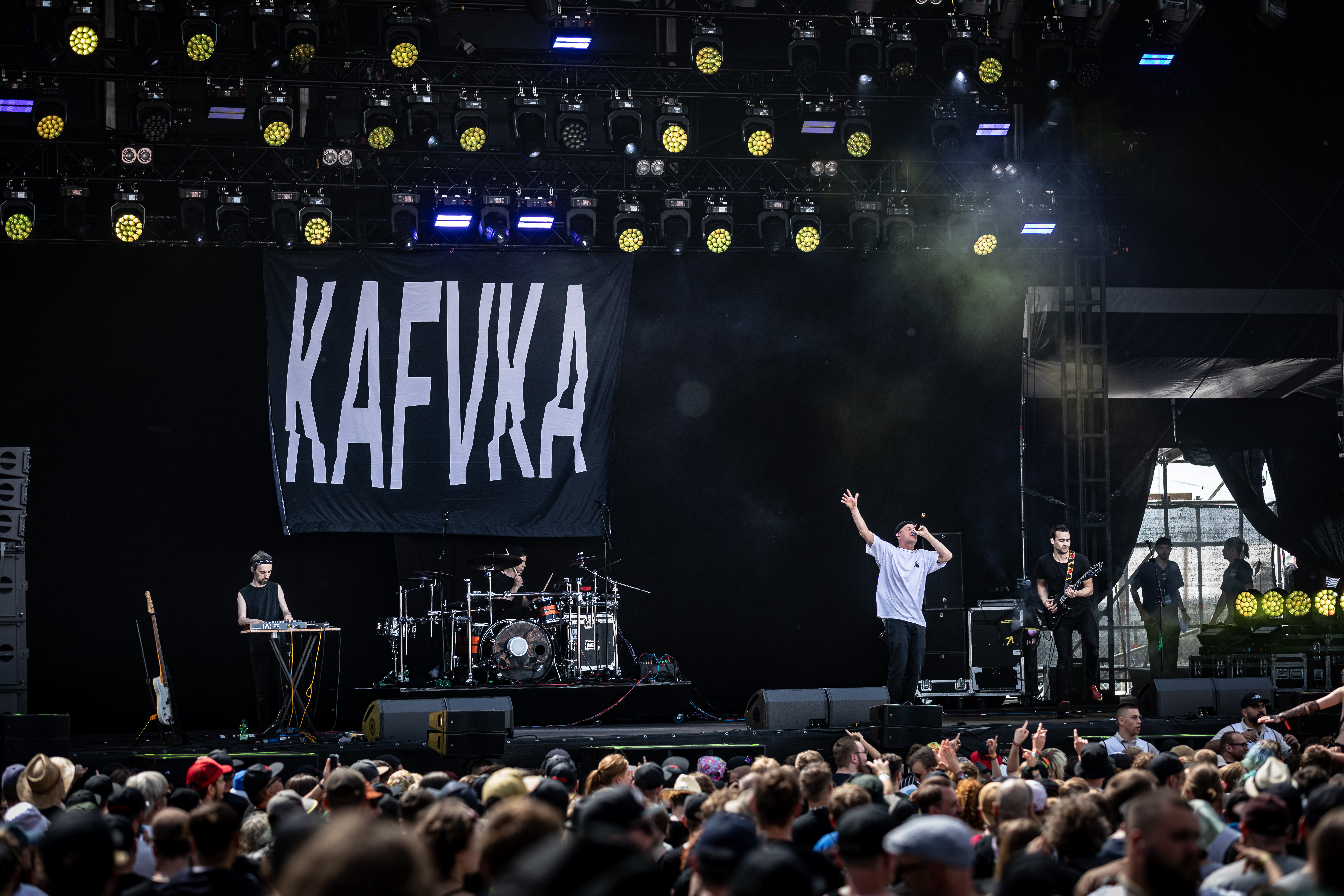
Kafvka live @Rock am Ring 2022

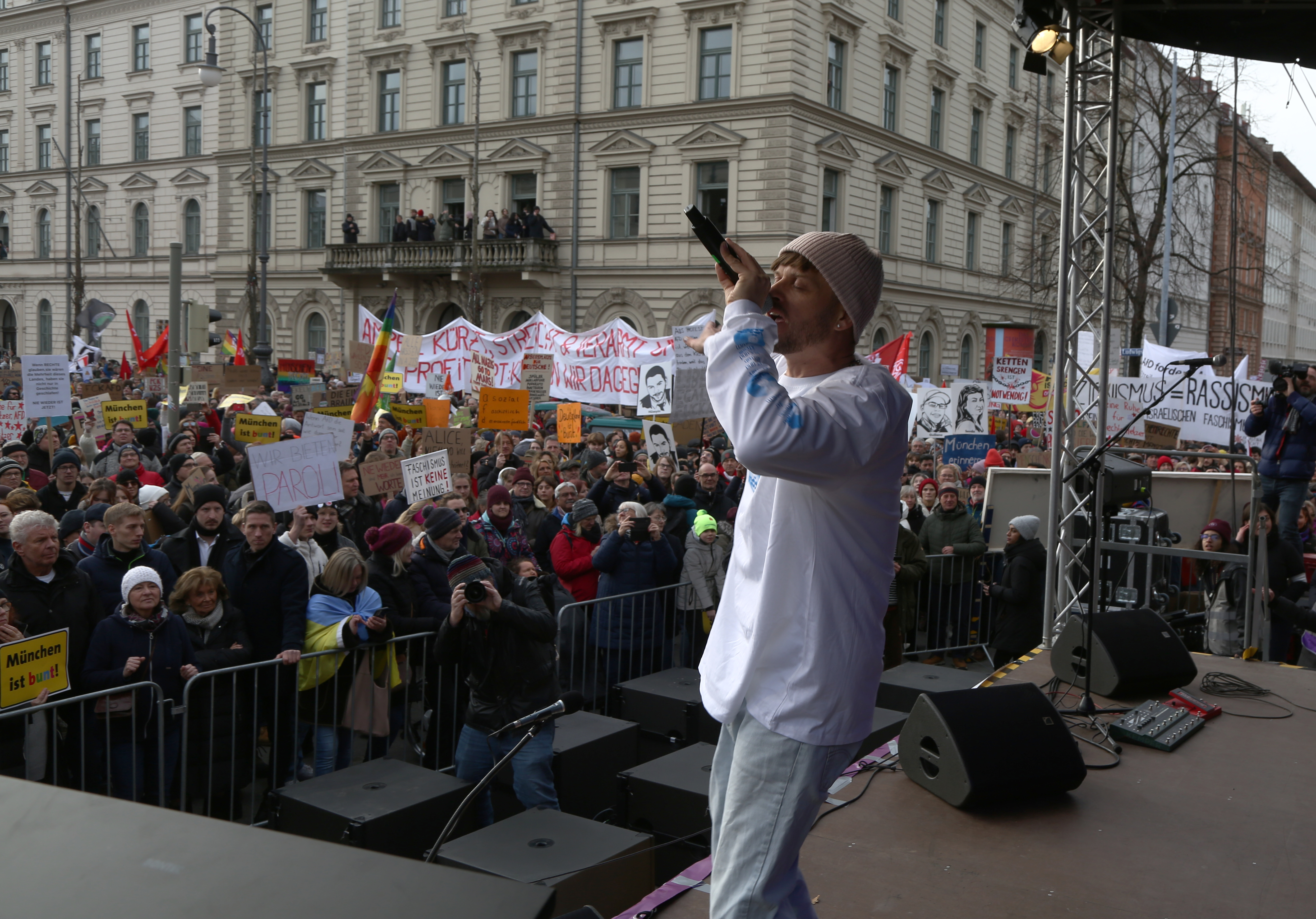
Kafvka bei „Gemeinsam gegen Rechts“ in München, 21. Januar 2024

Am 21. Januar 2024 spielte die Band auf der Demo gegen Rechts in München vor (nach Angaben der Veranstalter) 200.000 Zuhörern, mussten das Konzert aber nach drei Songs abbrechen, weil die Demonstration abgebrochen werden musste.
Kafvkas aktuelles Album Kaputt ist im Juni 2024 im Eigenvertrieb erschienen.

## Diskografie
Studioalben

| Jahr | Titel Musiklabel                   | Höchstplatzierung, Gesamtwochen, AuszeichnungChartsChartplatzierungen (Jahr, Titel, Musiklabel, Platzierungen, Wochen, Auszeichnungen, Anmerkungen) | Anmerkungen                          |
| Jahr | Titel Musiklabel                   | DE | Anmerkungen                          |
| ---- | ---------------------------------- | --- | ------------------------------------ |
| 2016 | Hände hoch! Wolfpack Entertainment | — | Erstveröffentlichung: 8. April 2017  |
| 2018 | 2084 Dodo Beach Originals          | — | Erstveröffentlichung: 27. April 2018 |
| 2021 | Paroli Zukunfvt                    | DE33 (1 Wo.)DE | Erstveröffentlichung: 11. Juni 2021  |
| 2024 | Kaputt Zukunfvt                    | — | Erstveröffentlichung: 28. Juni 2024  |

EPs
- 2014: Probe-Raum-EP (Wolfpack Entertainment)